# 1691 Oort
1691 Oort је астероид главног астероидног појаса чија средња удаљеност од Сунца износи 3,169 астрономских јединица (АЈ).
Апсолутна магнитуда астероида је 10,95.